# Luigia Strozzi

Stemma degli Strozzi

Luisa Strozzi, detta Luigia (Firenze, ... – Firenze, 5 dicembre 1534), è stata una nobildonna italiana.

## Biografia
Era figlia di Filippo Strozzi, illustre esponente della famiglia Strozzi e di Clarice de' Medici.
Nota in città per la sua avvenenza, di lei si invaghì il duca di Firenze Alessandro de' Medici. Invitata nel 1528 ad una festa, venne investita con frasi licenziose da un cortigiano del duca, Giuliano Salviati, ma la nobile le respinse. Non pago, ripeté gli inviti un giorno in cui Luigia di recava alla Basilica di San Miniato al Monte, accompagnata dal fratello Leone. Il Salviati, durante la notte, venne assalito da sconosciuti e pugnalato a morte. Gli autori del delitto non vennero scoperti, ma il fratello di Luisa Piero Strozzi, sospettato, venne incarcerato con l'accusa di omicidio assieme ad altri giovani. Papa Clemente VII, per impedire la rottura tra le famiglie Medici e Strozzi, ordinò la scarcerazione dei sospetti. L'odio dei Medici verso la famiglia avversaria portò nel 1534 all'uscita degli Strozzi da Firenze.
Il 5 dicembre 1534 Luigia morì per avvelenamento. L'autore dell'omicidio non venne scoperto, ma i sospetti ricaddero sul duca Alessandro, sui fratelli Salviati o su Lorenzo Ridolfi, fratello del cardinale Niccolò Ridolfi e marito della sorella di Luigia, Maria Strozzi.

## Discendenza
Si sposò nel 1533 con Luigi Capponi, senza figli.

## Ascendenza
|                            |                    |                          | Genitori               |  |  | Nonni |  |  | Bisnonni       |  |  | Trisnonni      |  |
|                            |                    |                          |                        |  |  |       |  |  | Matteo Strozzi |  |  | Simone Strozzi |  |
|                            |                    |                          |                        |  |  |       |  |  | Matteo Strozzi |  |  | Simone Strozzi |  |
|                            |                    | Andreina Rondinelli      |                        |  |  |       |  |  | Matteo Strozzi |  |  |                |  |
| Filippo Strozzi il Vecchio |                    |                          |                        |  |  |       |  |  | Matteo Strozzi |  |  |                |  |
|                            |                    | Alessandra Macinghi      | Filippo Macinghi       |  |  |       |  |  |                |  |  |                |  |
|                            |                    | Alessandra Macinghi      | Filippo Macinghi       |  |  |       |  |  |                |  |  |                |  |
|                            |                    | Alessandra Macinghi      | Caterina Alberti       |  |  |       |  |  |                |  |  |                |  |
| Filippo Strozzi il Giovane |                    | Alessandra Macinghi      |                        |  |  |       |  |  |                |  |  |                |  |
|                            |                    | Bartolomeo Gianfigliazzi | Adovardo Gianfigliazzi |  |  |       |  |  |                |  |  |                |  |
|                            |                    | Bartolomeo Gianfigliazzi | Adovardo Gianfigliazzi |  |  |       |  |  |                |  |  |                |  |
|                            |                    | Bartolomeo Gianfigliazzi | …                      |  |  |       |  |  |                |  |  |                |  |
| Selvaggia Gianfigliazzi    |                    | Bartolomeo Gianfigliazzi |                        |  |  |       |  |  |                |  |  |                |  |
|                            |                    | …                        | …                      |  |  |       |  |  |                |  |  |                |  |
|                            |                    | …                        | …                      |  |  |       |  |  |                |  |  |                |  |
|                            |                    | …                        | …                      |  |  |       |  |  |                |  |  |                |  |
| Luigia Strozzi             |                    | …                        |                        |  |  |       |  |  |                |  |  |                |  |
|                            | Lorenzo de' Medici | Piero de' Medici         |                        |  |  |       |  |  |                |  |  |                |  |
|                            | Lorenzo de' Medici | Piero de' Medici         |                        |  |  |       |  |  |                |  |  |                |  |
|                            | Lorenzo de' Medici | Lucrezia Tornabuoni      |                        |  |  |       |  |  |                |  |  |                |  |
| Piero de' Medici           | Lorenzo de' Medici |                          |                        |  |  |       |  |  |                |  |  |                |  |
|                            |                    | Clarice Orsini           | Jacopo Orsini          |  |  |       |  |  |                |  |  |                |  |
|                            |                    | Clarice Orsini           | Jacopo Orsini          |  |  |       |  |  |                |  |  |                |  |
|                            |                    | Clarice Orsini           | Maddalena Orsini       |  |  |       |  |  |                |  |  |                |  |
| Clarice de' Medici         |                    | Clarice Orsini           |                        |  |  |       |  |  |                |  |  |                |  |
|                            |                    | Roberto Orsini           | Carlo Orsini           |  |  |       |  |  |                |  |  |                |  |
|                            |                    | Roberto Orsini           | Carlo Orsini           |  |  |       |  |  |                |  |  |                |  |
|                            |                    | Roberto Orsini           | Paola Orsini           |  |  |       |  |  |                |  |  |                |  |
| Alfonsina Orsini           |                    | Roberto Orsini           |                        |  |  |       |  |  |                |  |  |                |  |
|                            |                    | Caterina Sanseverino     | Amerigo Sanseverino    |  |  |       |  |  |                |  |  |                |  |
|                            |                    | Caterina Sanseverino     | Amerigo Sanseverino    |  |  |       |  |  |                |  |  |                |  |
|                            |                    | Caterina Sanseverino     | Margherita Sanseverino |  |  |       |  |  |                |  |  |                |  |
|                            |                    | Caterina Sanseverino     |                        |  |  |       |  |  |                |  |  |                |  |